# Placas de identificação de veículos em San Marino

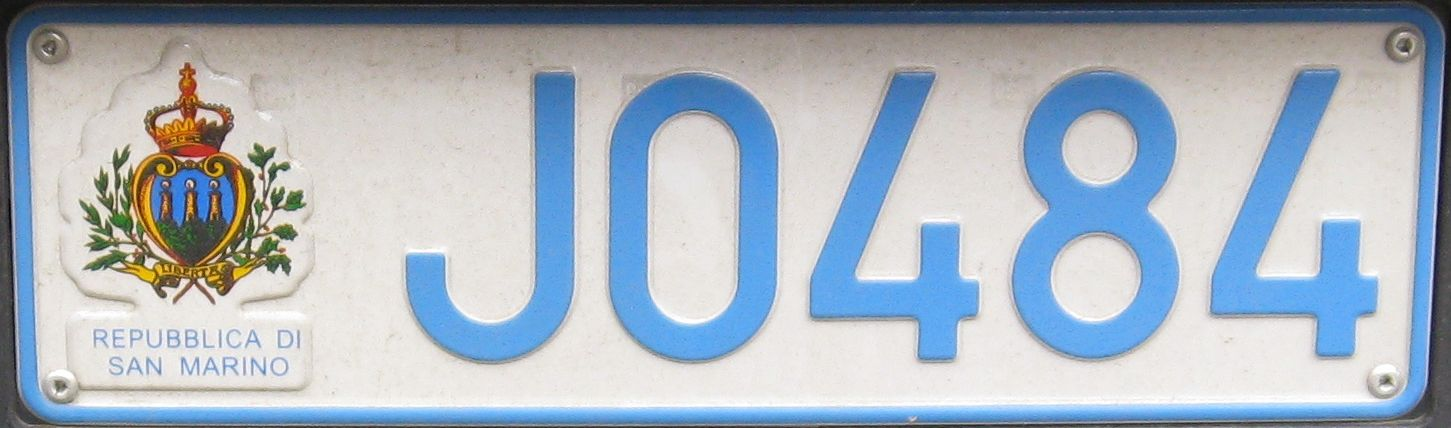
Placa típica samarinesa

As placas de identificação de veículos em San Marinosão a forma pela qual os veículos registrados no microestado europeu enclavado na Itália mostram sua indicação. As placas samarinesas tipicamente possuem fundo branco com caracteres azuis, em formato alfanumérico, com uma letra seguida por até quatro dígitos, no mesmo formato ao menos desde 1993. À esquerda figura o brasão nacional de São Marinho. Em função da necessidade de circulação internacional, muitos veículos também possuem o indicativo internacional de identificação de veículo RSM em preto, em um adesivo oval branco. Desde 2004, placas personalizadas também estão disponíveis. 
Existem 220 km (135 milhas) de vias públicas no país.

## Placas especiais
| Código        | Tipo                              | Imagem |
| ------------- | --------------------------------- | ------ |
| CD            | Corpo diplomático                 |        |
| CRS           | Cruz Vermelha                     |        |
| GE            | Gendarmeria                       |        |
| POLIZIA       | Polícia Civil, Guardia di Rocca   |        |
| PROVA         | Testes                            |        |
| R             | Reboque                           |        |
| VU            | Vigili Urbani (polícia municipal) |        |
| Adesivo anual | Temporário                        |        |